# Czapetka jambos
Czapetka jambos (Syzygium jambos) – gatunek roślin z rodziny mirtowatych. Występuje na tropikalnych i subtropikalnych obszarach Afryki, Pacyfiku (Hawaje), Ameryki Północnej (Meksyk i południowa część USA) i Ameryki Środkowej. Jest uprawiany w wielu krajach świata.

## Morfologia
PokrójDrzewo o wysokości do 12 m, z szeroką koroną. W uprawie także jako krzew.
LiścieWydłużone, skórzaste, z ostrym wierzchołkiem. Do 20 cm długości.
KwiatySkupione po 3-4, przypominające pędzel do 6 cm.
OwoceOkrągłe lub gruszkowate o długości 3–5 cm, o różanym zapachu, barwy od zielonej do jasnożółtawej, z 1 lub 2 dużymi, okrągłymi nasionami.

## Zastosowanie
Owoce spożywane są na surowo i w postaci konfitur i dżemów. Owoce nie nadają się do transportu.

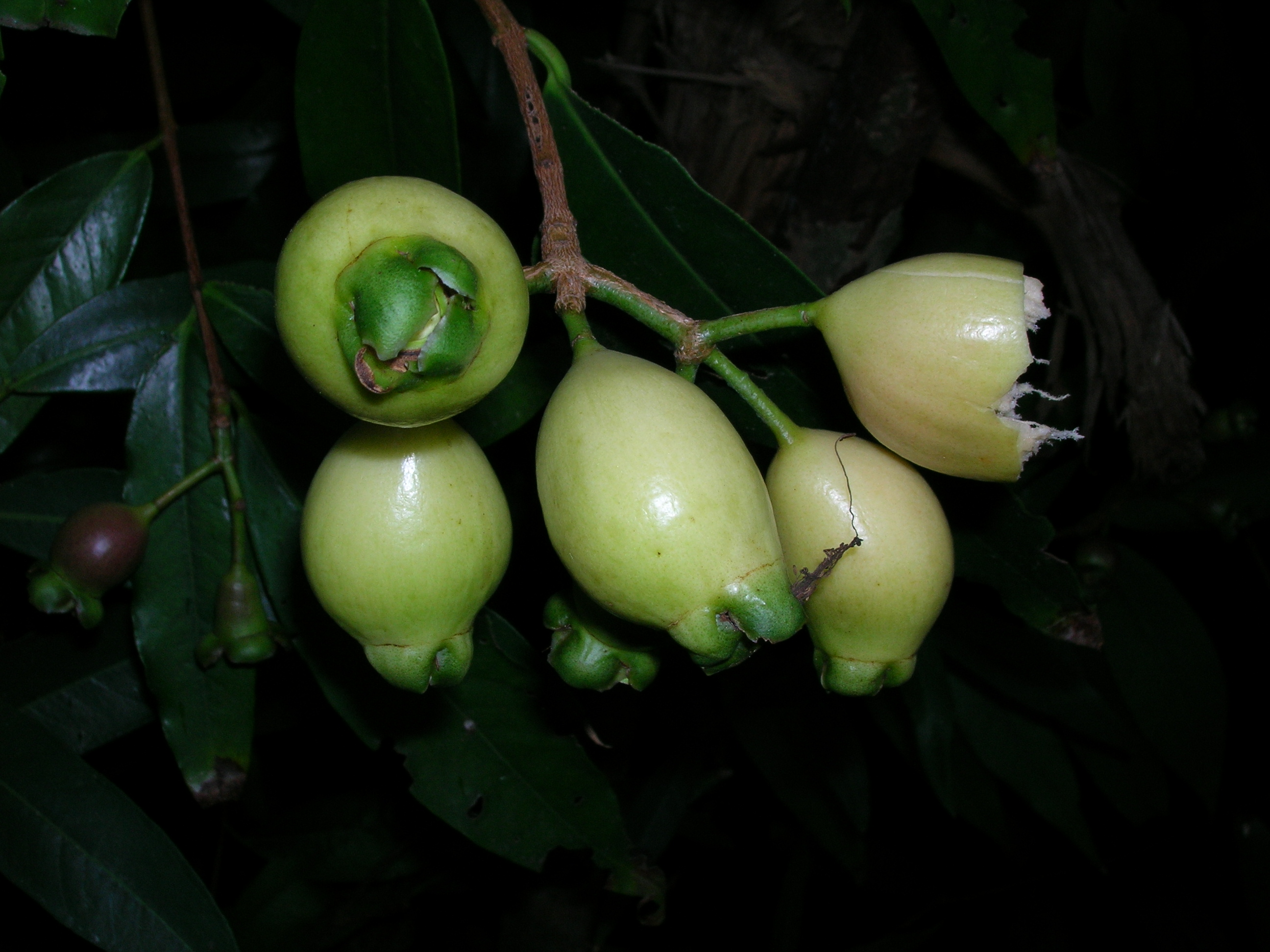
Owoce